# 조희일
조희일(1940년 10월 13일 ~ )은 태권도 9 단의 저명한 한국계 미국인 태권도 사범이다.
그는 11권의 무술 책을 썼고 70개의 무술 훈련 비디오를 제작했으며 70개 이상의 무술 잡지 표지에 출연했다. 또한 태권도 선수로서 여러 국내외 대회에서 우승했으며 '베스트 오브 더 베스트, 죽음의 승부 II, 죽음의 승부 III 등 여러 영화에 출연했다. 그는 1980년에 AIMAA를 설립했으며 회장직을 맡고있다. 블랙 벨트 잡지의 명예의 전당과 Tae Kwon Do Times 잡지의 명예의 전당에 등록되어 있다.

## 같이 보기
- 국제 태권도 연맹
- 대한민국태권도협회